# Rise of the Blue Lotus
 (septembre 2013).
Si vous disposez d'ouvrages ou d'articles de référence ou si vous connaissez des sites web de qualité traitant du thème abordé ici, merci de compléter l'article en donnant les références utiles à sa vérifiabilité et en les liant à la section « Notes et références ».
Albums de Buckethead
Pearson's Square
(2013) Pumpkin
(2013)
Rise of the Blue Lotus est le 62e album de Buckethead et le 32e volume de la série « Buckethead Pikes »,. Il fut annoncé le 27 octobre 2013 en version limitée (300 exemplaires) consistant d'un album à pochette vierge dédicacée et numérotée de 1 à 300 par Buckethead pour être ensuite disponible le 12 novembre 2013. Contrairement aux versions limitées offertes précédemment, Rise of the Blue Lotus fut signé à l'aide d'un marqueur à encre bleue plutôt que noire. Une version numérique a été annoncée le 5 novembre, mais fut repoussée au 8 novembre.
Une version standard a été annoncée, mais n'est toujours pas disponible.

## Liste des titres
| 1.    | Mountain Cabin         | 6:29  |
| 2.    | The Flooding of Pain   | 10:11 |
| 3.    | Rise of the Blue Lotus | 12:55 |
| 29:35 |                        |       |